# Palicourea consobrina
Espèce
Statut de conservation UICN

 VU B1+2c : Vulnérable
Palicourea consobrina est une espèce de plantes de la famille des Rubiaceae.

## Publication originale
- Publications of the Field Museum of Natural History, Botanical Series 4: 339. 1929.